# Dobrach
Die Dobrach (auch Dobrachbach genannt) ist ein gut 10 km langer, rechter und nördlicher Zufluss des Weißen Mains, der im  oberfränkischenen Landkreis Kulmbach verläuft.

## Name
Der Name stammt von der slawischen Wurzel *dobr- für 'gut' im Sinne von 'Klarheit, Schönheit, Sauberkeit' oder 'fischreiches Gewässer'.

## Geographie

### Verlauf
Die Dobrach entspringt bei Grafendobrach und fließt durch Höferänger und Metzdorf.
In Kulmbach mündet sie in die Flutmulde, einen Nebenarm des Weißen Mains.

### Zuflüsse
- Lösau (rechts), 2,6 km, ostsüdöstlich von Kulmbach-Lösau
- Dornlach (rechts), 3,2 km, östlich Kulmbach-Sackenreuth
- Madelsbach (links), 1,5 km (mit Lehenthaler Bach 3,3 km), bei Kulmbach-Höferänger
- Mausbach (rechts), 2,3 km in Kulmbach-Höferänger
- Dreibrunnenbach (links), 2,2 km,  bei Kulmbach-Ziegelhütten
- Heinzelsbach (rechts), (mit Lindigsgraben)  3,1 km, in  Kulmbach-Ziegelhütten

### Flusssystem Weißer Main
- Liste der Fließgewässer im Flusssystem Weißer Main

## Galerie

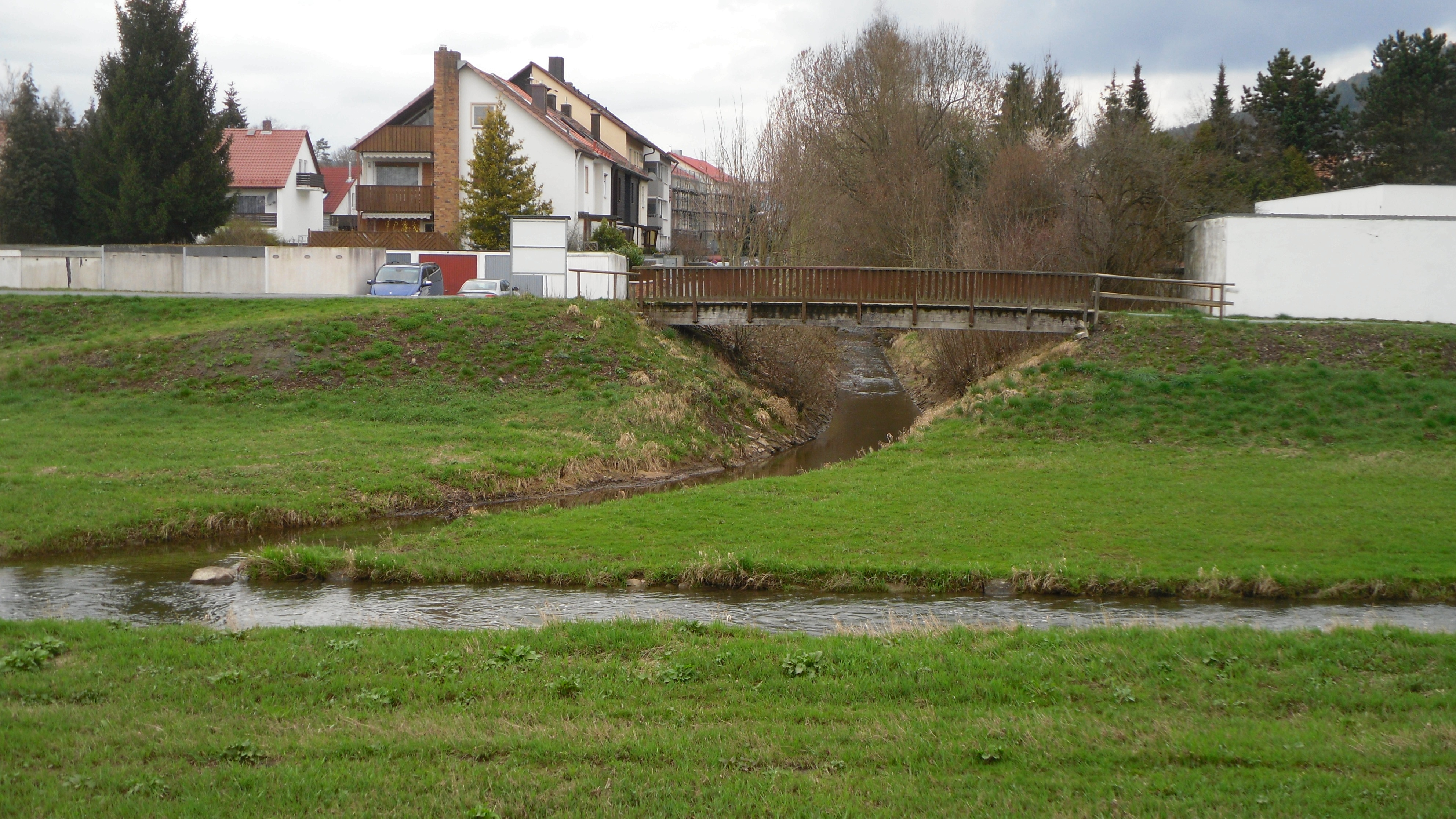
Die Mündung der Dobrach in Kulmbach in die Flutmulde – Gegenseite
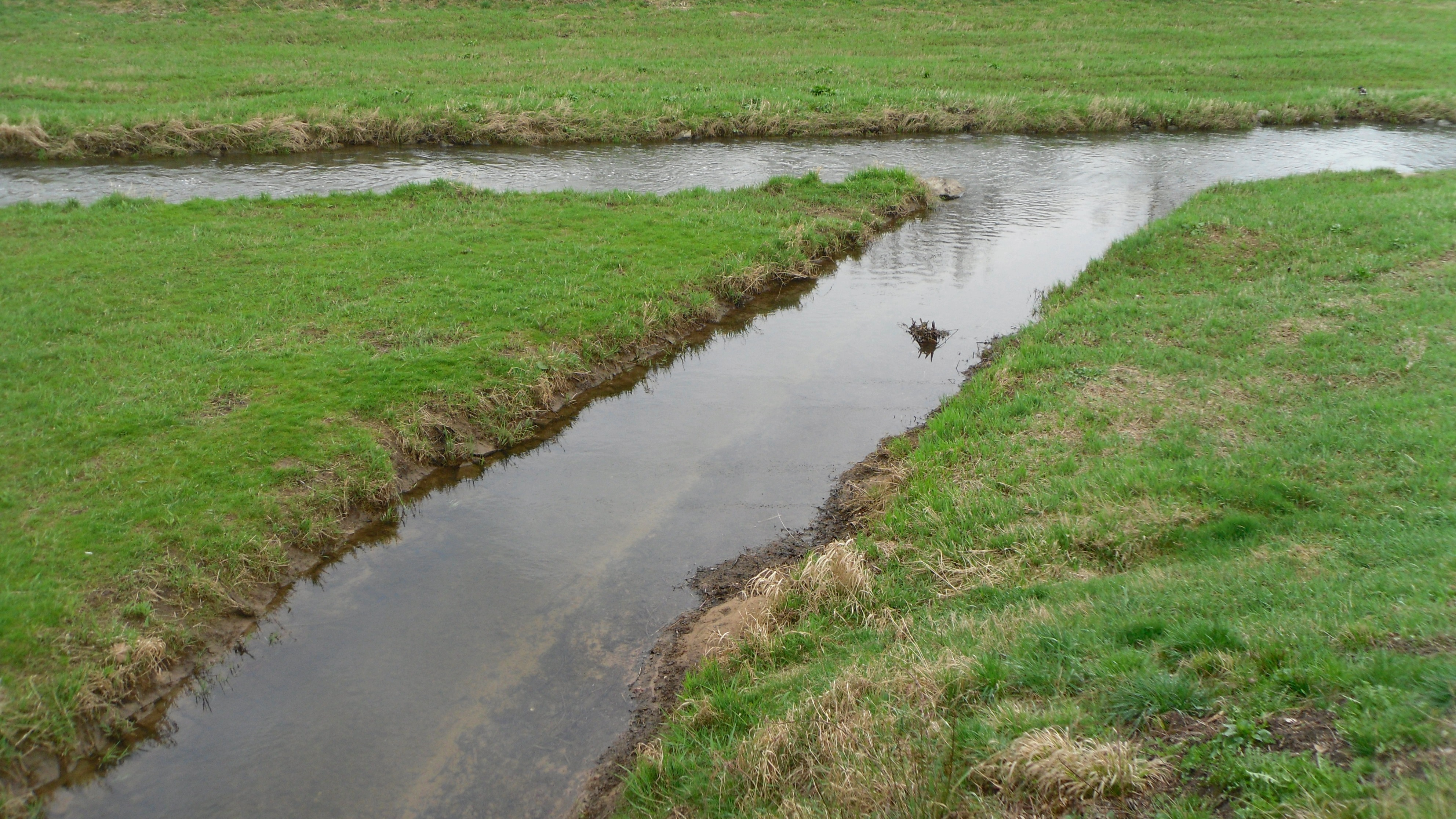
Die Mündung der Dobrach in Kulmbach in die Flutmulde – Dobrachseite